# Troldhedestien
Troldhedestien  er en ca.  14 kilometer lang natursti mellem Kolding og Kirsbøl. 
Stien en anlagt ved den nu nedlagte jernbanestrækning Troldhedebanen, der forbandt Kolding med Troldhede gennem Grindsted, og Vejen.

## Strækning

### Kolding - Ferup (10KM)[2]
Fra Kolding starter stien på Fynsvej imellem nr 53 og 55 ved Parkskolen 55°29′40″N 9°29′15″Ø / 55.4944°N 9.4876°Ø. Herfra går den nordpå under Ndr. Ringvej og igennem Marielundsskoven, forbi golfbanerne ved Kolding Golf Club. Under Vejlevej forbi Bramdrupdam Dam og under E20 for at fortsætte ud mod Dybvadbro Station, hvor man finder stiens nyeste shelterplads. Derfra kommer man forbi Ferup Sø, hvor Ferup shelterplads ligger55°32′14″N 9°23′48″Ø / 55.5372°N 9.3966°Ø og Slusehuset Ferup Sø55°32′11″N 9°23′58″Ø / 55.53630°N 9.39941°Ø som er et mindre museum om området omkring søen. Til sidst ender stien ved Harager55°32′10″N 9°22′49″Ø / 55.5362°N 9.3802°Ø

### Ferup - Kirsbøl[2]
Fra Ferup går man mod syd ad Harager og drejer til højre ind på Storedamsvej hvorfra man kan følge skiltene til Kirsbøl.
En blanding af sti, skovvej og grusvej udgør denne strækning af Troldhedestien der bugter sig i landskabet tæt på den originale jernbanestrækning.

## Faciliteter

### Shelterpladser
Der findes 2 shelterpladser langs med Troldhedestien
- Dybvadbro Station
- Ferup Sø 55°32′14″N 9°23′51″Ø / 55.5371208°N 9.3973679°Ø

| Pladsnavn         | Toilet | Antal Sheltere | Sovepladser |
| ----------------- | ------ | -------------- | ----------- |
| Dybvadbro station | JA     | 6              | 28          |
| Ferup             | NEJ    | 3              | 18          |